# Premiul Bram Stoker pentru cel mai bun roman pentru tineret
Premiul Bram Stoker pentru cel mai bun roman pentru tineret (Bram Stoker Award for Best Young Adult Novel) este un premiu anual acordat de Horror Writers Association (HWA) pentru cel mai bun roman pentru tineret de fantezie întunecată și literatură de groază.

## Câștigători și nominalizări
Următoarea este o listă de câștigători și nominalizări ale premiului Bram Stoker pentru cel mai bun roman pentru tineret.
- 2011: The Screaming Season de Nancy Holder (împărțit)
- 2011: Dust and Decay de Jonathan Maberry (împărțit)
  - Ghosts of Coronado Bay, A Maya Blair Mystery de J.G. Faherty
  - Rotters de Daniel Kraus
  - A Monster Calls de Patrick Ness
  - This Dark Endeavor: The Apprenticeship of Victor Frankenstein de Kenneth Oppel
- 2012: "Flesh & Bone" de Jonathan Maberry
  - The Diviners de Libba Bray
  - I Hunt Killers de Barry Lyga
  - I Kissed a Ghoul de Michael McCarty
  - The Raven Boys de Maggie Stiefvater
  - A Bad Day for Voodoo de Jeff Strand
- 2013: Dog Days de Joe McKinney [4]
  - Special Dead de Patrick Freivald
  - Unbreakable de Kami Garcia
  - Project Cain de Geoffrey Girard
  - In the Shadow of Blackbirds de Cat Winters
- 2014: Phoenix Island de John Dixon[5]
  - Intentional Haunting de Jake Bible
  - Unmarked de Kami Garcia
  - Passionaries de Tonya Hurley
  - All Those Broken Angels by Peter Adam Salomon
- 2015: Devil's Pocket de John Dixon[6]
  - Never Let Me Sleep de Jennifer Brozek
  - The Ridealong de Michaelbrent Collings
  - Hallowed de Tonya Hurley
  - The Shadow Cabinet de Maureen Johnson
  - End Times at Ridgemont High de Ian Welke